# پی‌یر شارون

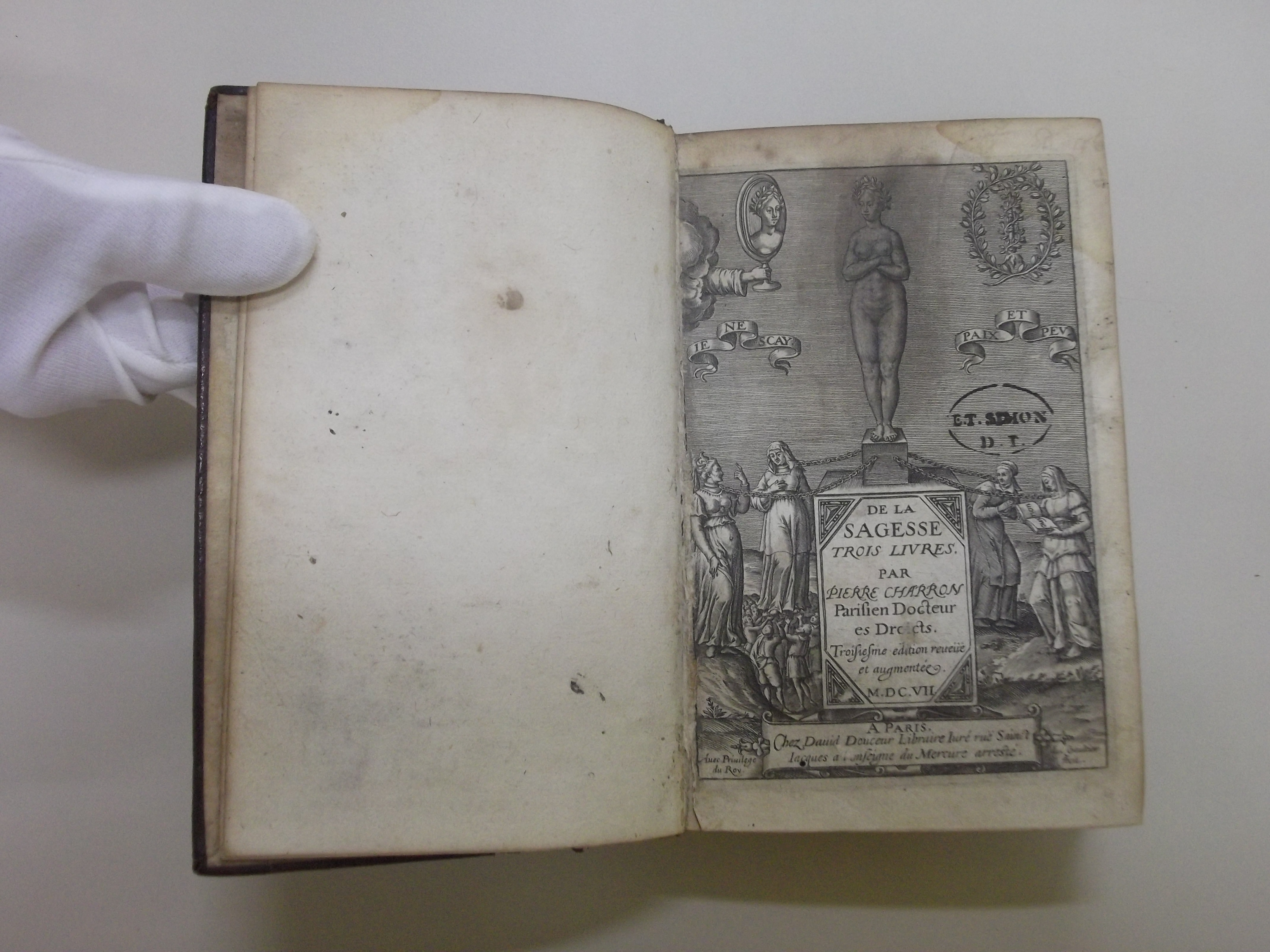
De la sagesse : trois livres / par Pierre Charron. – 3me ed. rev. et augm.– Paris : David Deuceur Libraire Iuré, 1607.

پیر شارون (به فرانسوی: Pierre Charron) فیلسوف قرن شانزدهم میلادی اهل فرانسه است.